# Tobe-yaki
El Tobe-yaki (砥部焼 Tobe-yaki?) es un estilo de porcelanas que se fabrica con centro en el Pueblo de Tobe de la Prefectura de Ehime (Japón). Se fabrican principalmente vajillas y floreros. Están considerados patrimonio cultural de la Prefectura de Ehime.

## Características
Se desarrolla en el Pueblo de Tobe debido a que en sus proximidades se extraían las materias primas utilizadas en la fabricación de la porcelana. Incluso fue uno de los principales materiales comercializados por el Han de Oozu (大洲藩 Oozu-han?) y base de su desarrollo.
La porcelana es más bien gruesa y de color blanco, cuya característica son los diseños de color azul claro realizados a mano y denominados gosu (呉須?). El modelado se realiza manualmente en forma íntegra, por lo que a nivel nacional no es de los que se produce a gran escala ni tampoco de los más conocidos. Pero sí es famosa por su estilo característico, apreciado por los expertos.
En la actualidad se lo utiliza mucho para servir el sanuki udon.

## Historia
La historia comienza con el noveno dirigente del Han de Oozu, Yasutoki Kato (加藤泰候 Katō Yasutoki?), quien mandó a utilizar los restos de piedras de afilar para hacer porcelana con el objetivo de recomponer las finanzas del Han (藩?). El encargado de llevar adelante esta tarea fue Josuke Sugino (杉野丈助 Sugino Jōsuke?), quien construyó un Horno Ascendente (登り窯 Nobori-gama?) en el distrito Gohonmatsu (五本松?) y tras varios intentos fallidos, consiguió fabricar en el año 1777 la porcelana blanca con diseños en azul claro. La leña necesaria para el horno abundaba en las montañas, y el agua que bajaba por las laderas permitían el funcionamiento de las norias, por lo que se utilizó intensivamente para limar las piedras de afilar.
En el año 1848 se introduce un horno de ladrillo　denominado tonbari (トンバリ?).
Iniciada la Era Meiji y habiéndose suprimido los Han, los alfareros obtuvieron mayor movilidad y, con ellos, las técnicas de alfarería que hasta entonces era guardadas recelosamente dentro de cada Han. Así, el tobe-yaki fue beneficiado por esta circunstancia, ya que se nutrió de las técnicas más avanzadas que provenían principalmente de Seto, Karatsu y Kioto, permitiendo una producción a mayor escala.
A principios de la década de 1870, el comercio del tobe-yaki se extendió hacia todo el país a través del actual Pueblo de Masaki del Distrito de Iyo. En Masaki había comerciantes que operaban hacia otros puertos cercanos, pero en su momento pertenecía a otro Han, el Han de Matsuyama (松山藩 Matsuyama-han?), por lo que el intercambio comercial entre ambos era limitado. Pero los comerciantes de Masaki vieron en el Tobe-yaki un artículo con un importante potencial de ventas, por lo que la eliminación del sistema  de los Hanes permitió al Tobe-yaki acceder a nuevas rutas comerciales.
Durante un período fue embarcado desde el Puerto de Gunchu (郡中港 Gunchū-kō?), actual Puerto de Iyo (伊予港 Iyo-kō?) de la Ciudad de Iyo.
Actualmente se observan muchos artesanos que han emprendido sus propios talleres, también se destaca el incremento de las mujeres, y la expansión del Tobe-yaki como artículo de uso cotidiano.
El 27 de diciembre de 2005 fue declarado Patrimonio Cultural de la Prefectura, designándose a Yoshimi Sakai (酒井芳美氏 Sakai Yoshimi?) como persona encargada de la conservación de la técnica.